# Bukefalos
Bukefalos (grekiska Βουκέφαλος, av βοός och κεφάλη, oxhuvud) var Alexander den stores häst. Bukefalos dog under fälttågen i Indien.
Enligt den grekiske historikern Plutarkos hade Bukefalos fyra år gammal bjudits ut till försäljning åt Alexanders far, kung Filip II av Makedonien. Det sades att Bukefalos var av bästa "tessaliska börd" med orientaliskt blod i sig. Namnet Bukefalos betyder oxhuvud och syftade troligen på att hästen lär ha haft ett stort huvud med en bred panna. Det sades även att hästen hade ett glosöga. Men Bukefalos var en vacker häst som var svart med en vit stjärna i pannan. I en del historieböcker står det även att Bukefalos var vit. Han var stor i jämförelse med dåtidens andra hästar. Kung Filip köpte honom år 343 f. Kr för 13 talenter.
Men Bukefalos visade sig vara omöjlig att tygla, även hovets allra bästa ryttare kunde närma sig honom bara med fara för sitt eget liv. Filips tolvårige (uppgifterna går isär, mellan 10 och 16 år) son Alexander satt och såg på när modiga män försökte att ta sig upp på honom. Ingen lyckades. Filip var beredd att skicka besten tillbaka till Thessalien när Alexander plötsligt steg fram och - trotsande gapskratten - erbjöd sina tjänster som dressör. Alexander ställde sig upp och sade att han kunde rida hästen. Alla skrattade åt honom. Alexander gick fram till hästen och tog tag i repet som hästen hade runt halsen och vände sig mot solen, han hade märkt att Bukefalos var rädd för sin egen skugga. Alexander satte sig upp på hästen efter uppmuntrande ord och klappar. Alexander red Bukefalos i galopp fram och tillbaka innan han återvände till sin far Filip som kom fram till sin son och sade: "Min son, skaffa dig ett land värdigt dig. Makedonien är inte stort nog för dig." Bukefalos skulle härefter aldrig tåla någon annan ryttare. Det sades att hästen även gick ner på knä för Alexander för att underlätta sin ryttares uppsittning.
Med Bukefalos drog Alexander ut på många krigståg. När Bukefalos dog, under slaget vid Hydaspes år 326 f.Kr i en strid mot stridselefanter, begravdes han under hedersbetygelser. En del säger att det sista han gjorde var att föra sin ägare, Alexander den store, i säkerhet. Andra källor säger att Bukefalos överlevde skadorna och levde tills han blev 31. På platsen där graven sattes grundade Alexander staden Bukefalia till heder åt sin kära springare.